# Gare d'Auxerre-Saint-Gervais
La gare d'Auxerre-Saint-Gervais est une gare ferroviaire française de la ligne de Laroche-Migennes à Cosne, située à proximité du centre-ville d'Auxerre, préfecture du département de l'Yonne, en région Bourgogne-Franche-Comté. Elle est en rive droite de l'Yonne, à 500 mètres au nord-est du pont Paul-Bert.
C'est une gare de la Société nationale des chemins de fer français (SNCF) desservie par des trains TER Bourgogne-Franche-Comté.

## Situation ferroviaire
Établie à 102 mètres d'altitude, la gare d'Auxerre-Saint-Gervais est située au point kilométrique (PK) 174,246 de la ligne de Laroche-Migennes à Cosne, entre les gares ouvertes de Monéteau - Gurgy et de Vincelles (s'intercale celle fermée d'Augy - Vaux). C'est une ancienne gare de bifurcation, origine de la ligne d'Auxerre-Saint-Gervais à Gien (fermée). Elle possède trois quais : le quai 1 (229 m) qui dessert la voie 2, le quai 2 (265 m) qui dessert les voies C et D, et le quai 3 (254 m) qui dessert les voies 1 et B.
La gare d'Auxerre dispose d'un poste d'aiguillage s'occupant de sa zone[Où ?].

## Histoire

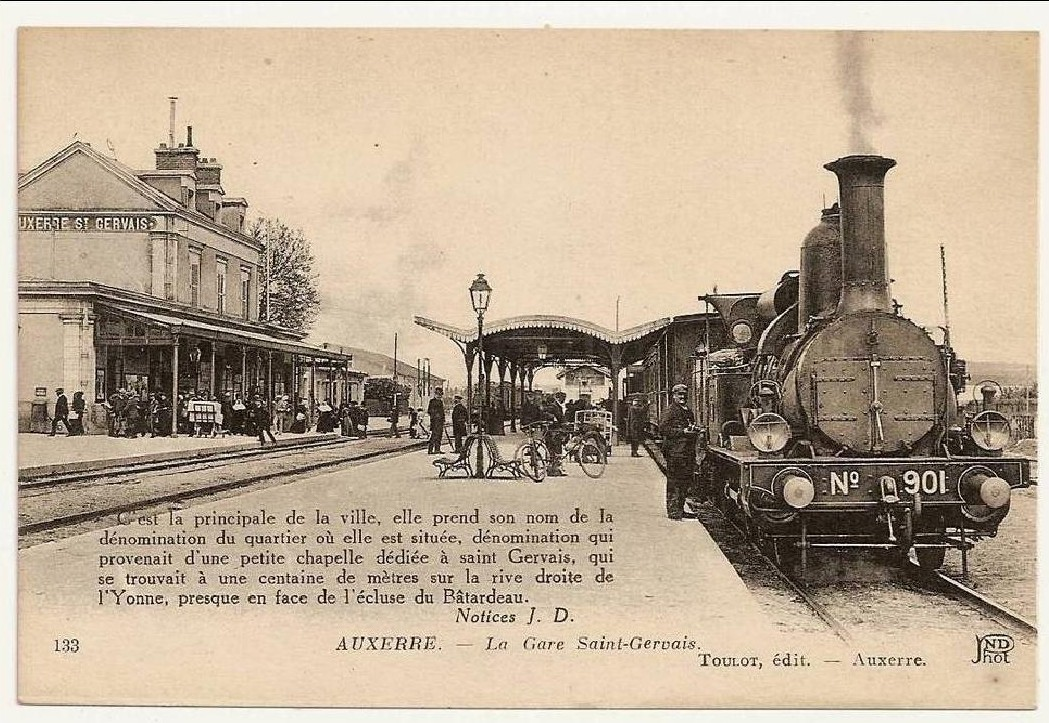
Ancienne gare, côté quais.

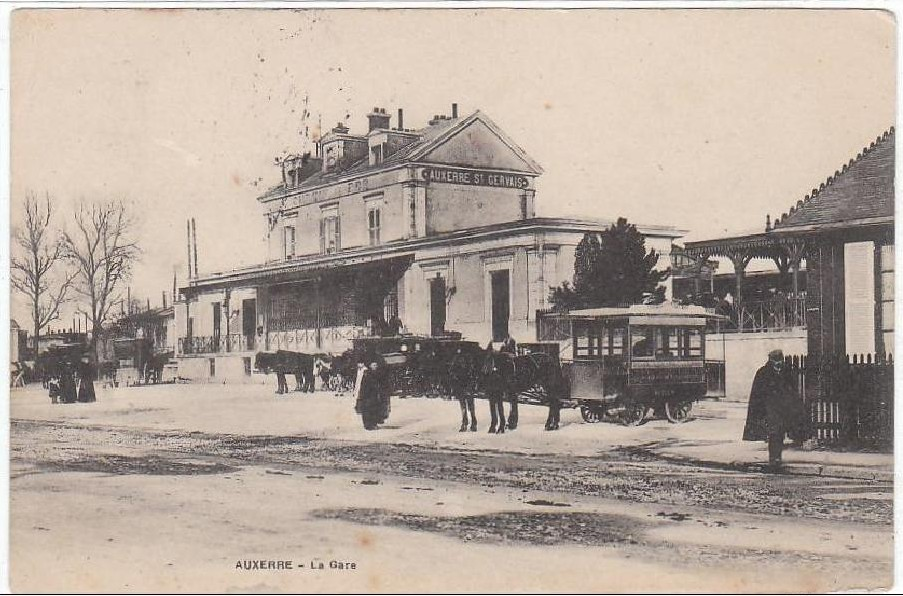
Ancienne gare, côté rue.

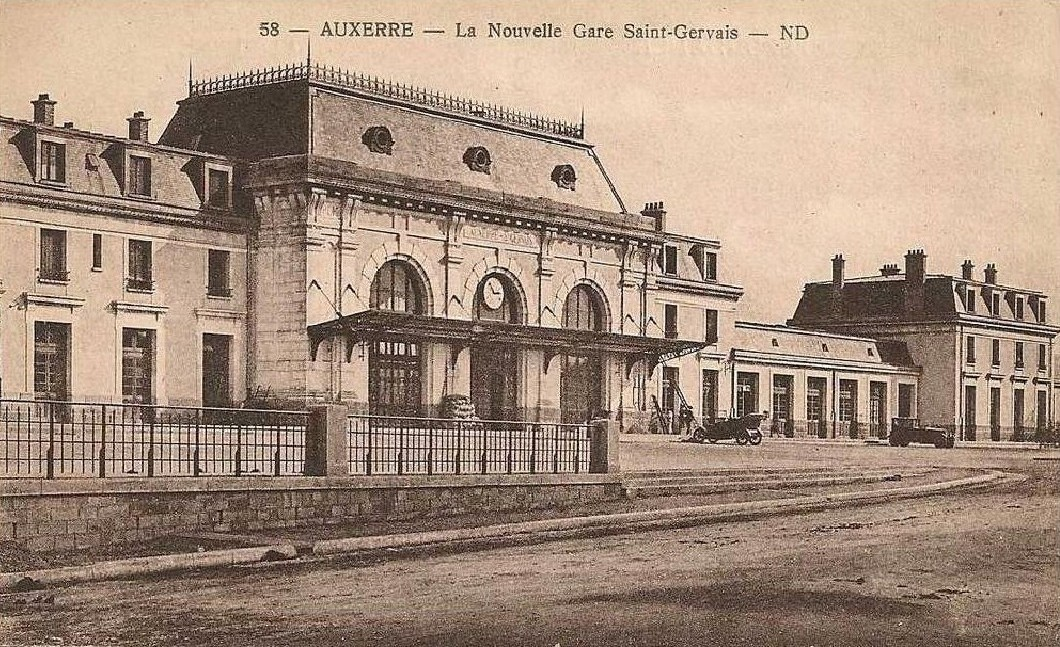
Nouvelle gare, vers 1930.

L'entrée de la ville d'Auxerre dans l'histoire du réseau ferroviaire français, se joue lors des négociations et études du premier réseau grandes lignes, mais le tracé retenu pour la section de l'Yonne, de l'axe Paris - Lyon - Méditerranée de la compagnie PLM, passe par la commune de Migennes, et la mise en service le 12 août 1849 d'une gare qui prend dans un premier temps le nom de Laroche, à quelque 20 km d'Auxerre. Les Auxerrois vont attendre encore quelques années pour voir le premier train arriver en ville, l'inauguration de l'embranchement de Laroche à Auxerre ayant lieu le 11 août 1855.
La première gare est construite en 1854 sur les plans standards d’Alexis Cendrier. Elle est, à l’époque, le point terminus de l’embranchement de 19 km greffé à Laroche, sur la ligne de Paris à Dijon achevée le 22 juin 1851. En 1870, l’embranchement Laroche-Auxerre est prolongé vers Cravant et Clamecy. En 1873 c'est l'ouverture de la section Cravant-Avallon et en 1882 Avallon-Autun. Le 1er juin 1893 voit l'inauguration de la dernière section de 62 km Clamecy-Cosne.
Une deuxième gare est installée en 1914 en face de la gare Saint Gervais de l’autre côté de la rue Paul Doumer dans une maison qui est, de 1896 à 1897, l'habitation de Paul Doumer, député de l'Yonne puis président de la République. Elle sert de terminus à la ligne Joigny-Auxerre, élément du réseau départemental, « le tacot », inauguré en 1914. Cette ligne avait une autre gare dans la ville, rue des Migraines sur les hauts d'Auxerre, inaugurée également en 1914 ; la gare des Migraines est le théâtre d'un déraillement mortel le 21 janvier 1927, et de façon générale cette ligne pourtant très demandée est l'objet de nombreux accidents ferroviaires. Elle est fermée en 1946. Le bâtiment qui abritait cette gare existe toujours ; il est désormais occupé par un cabinet d'expertise comptable.
La première gare Saint-Gervais est démolie en 1920 pour faire place à l’actuelle gare d’Auxerre Saint-Gervais. Terminé en 1927, le nouvel édifice, plus imposant, est de style classique. Le PLM, maître d'ouvrage, y a apposé son sigle sur la façade côté rue.
Le 21 février 2000 a lieu la signature d'un contrat entre l'État, la région Bourgogne, et les départements, pour l'amélioration des circulations ferroviaires entre les pôles urbains. La convention-cadre du 11 juillet 2003 définit les actions d'aménagement à mener ; signée également par Réseau Ferré de France et la SNCF, elle établit un plan quinquennal 2003-2007 pour la « modernisation des gares à vocation régionale ». La gare d'Auxerre-Saint-Gervais doit être l'objet de rénovations concernant différents aspects : sécurité, accueil, information, augmentation de l'offre de services et une meilleure intermodalité.
Après plusieurs années de chantiers, le 11 septembre 2009 a lieu l'inauguration de la gare rénovée. Les travaux ont débuté en 2002 avec le réaménagement de ses extérieurs : parvis, parking, et voiries, et ils se sont poursuivis à partir de 2007 avec le rehaussement du quai principal, puis la restauration et l'aménagement du bâtiment voyageurs. Cette revalorisation de la gare concerne également son environnement et son quartier, avec le développement de l'intermodalité entre les divers types de transports et de déplacements, et celui de l’attractivité économique.
À la fin de l'année 2008 la SNCF et la Région Bourgogne, mettent en place le « cadencement ». À Auxerre cela se traduit par 65 % de trains TER en plus, soit 15 allers et retours, au lieu de 9.
L'électrification de la ligne Auxerre-Saint-Gervais – Laroche-Migennes a été étudiée, avant d'être abandonnée fin 2018.
La gare va faire de travaux durant la seconde moitié de l'année 2020 : réaménagement du hall, mise aux normes d'accessibilité, installations de nouveaux écrans d'information pour les voyageurs et réfection de l'éclairage.
Des trains à hydrogène devraient y circuler dès 2022.

## Fréquentation
De 2015 à 2023, selon les estimations de la SNCF, la fréquentation annuelle de la gare s'élève aux nombres indiqués dans le tableau ci-dessous.
| Année                      | 2015    | 2016    | 2017    | 2018    | 2019    | 2020    | 2021    | 2022    | 2023    |
| -------------------------- | ------- | ------- | ------- | ------- | ------- | ------- | ------- | ------- | ------- |
| Voyageurs                  | 418 853 | 384 021 | 427 853 | 376 911 | 448 592 | 272 310 | 327 656 | 521 613 | 561 972 |
| Voyageurs et non voyageurs | 523 567 | 480 027 | 534 816 | 471 139 | 560 740 | 340 387 | 409 570 | 652 016 | 702 465 |

## Service des voyageurs

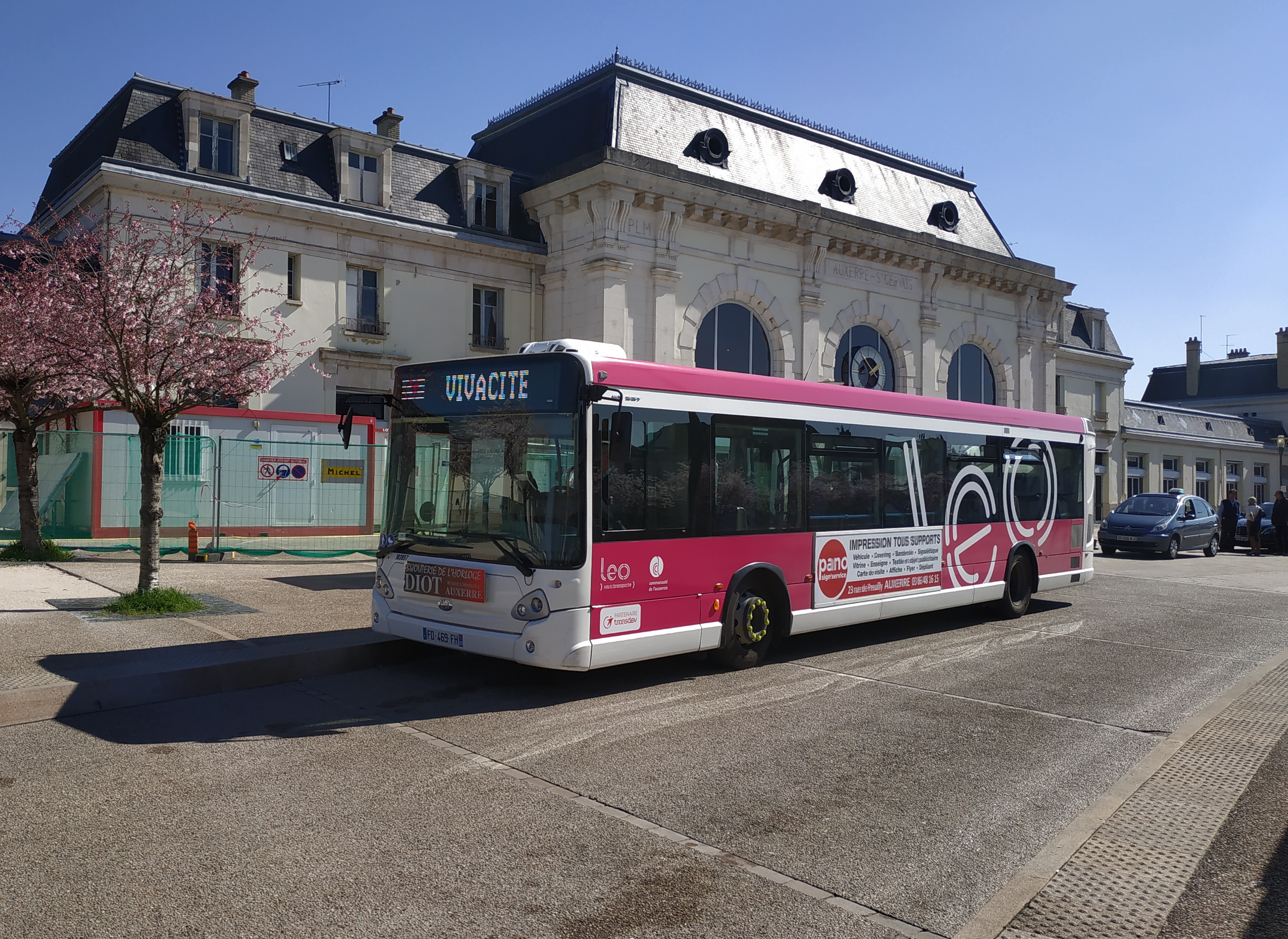
Autobus du réseau Léo, devant la gare.

### Accueil
Gare SNCF, elle dispose d'un bâtiment voyageurs avec guichets, ouvert tous les jours. Elle est équipée d'automates pour l'achat de titres de transports et de divers commodités et services, notamment : des guichets accessibles aux personnes à mobilité réduite, le téléaffichage sur écran plat, une borne d'informations multimodale et une salle d'attente. Un « Point TER » permet des services gratuits et commerciaux, comme les bornes d'appel d'urgence ou de taxi, la location de vélo, le prêt de parapluie. On trouve également un kiosque presse, un buffet, une cabine photographique, et des toilettes accessibles aux personnes en situation de handicap.
Enfin, l’ancienne halle « Paris-Morvan », qui jouxte la gare, accueille depuis 2016 une école du numérique ainsi qu’un tiers lieu, doté d'un fab lab.

### Desserte
Auxerre-Saint-Gervais est desservie par des trains TER Bourgogne-Franche-Comté, effectuant les liaisons Dijon – Laroche - Migennes – Auxerre, Avallon – Auxerre – Paris-Bercy, Corbigny / Clamecy – Auxerre – Paris-Bercy et Auxerre – Laroche - Migennes – Paris-Bercy, ainsi que la relation omnibus Auxerre – Laroche - Migennes.
La desserte est complétée par des correspondances en gare de Laroche - Migennes, située à 20 km.

### Intermodalité
Un parking est aménagé.
La gare est desservie par des lignes de bus du réseau Léo : lignes 1 et 3 du lundi au samedi, et 1 et 2 les dimanches et jours fériés.

## Service des marchandises
La gare est ouverte au service du fret. Elle dispose de voies de service et de 4 installations terminales embranchées. 3 cours Fret réguliers sont entretenus avec la SNCF.

## Galerie de photographies

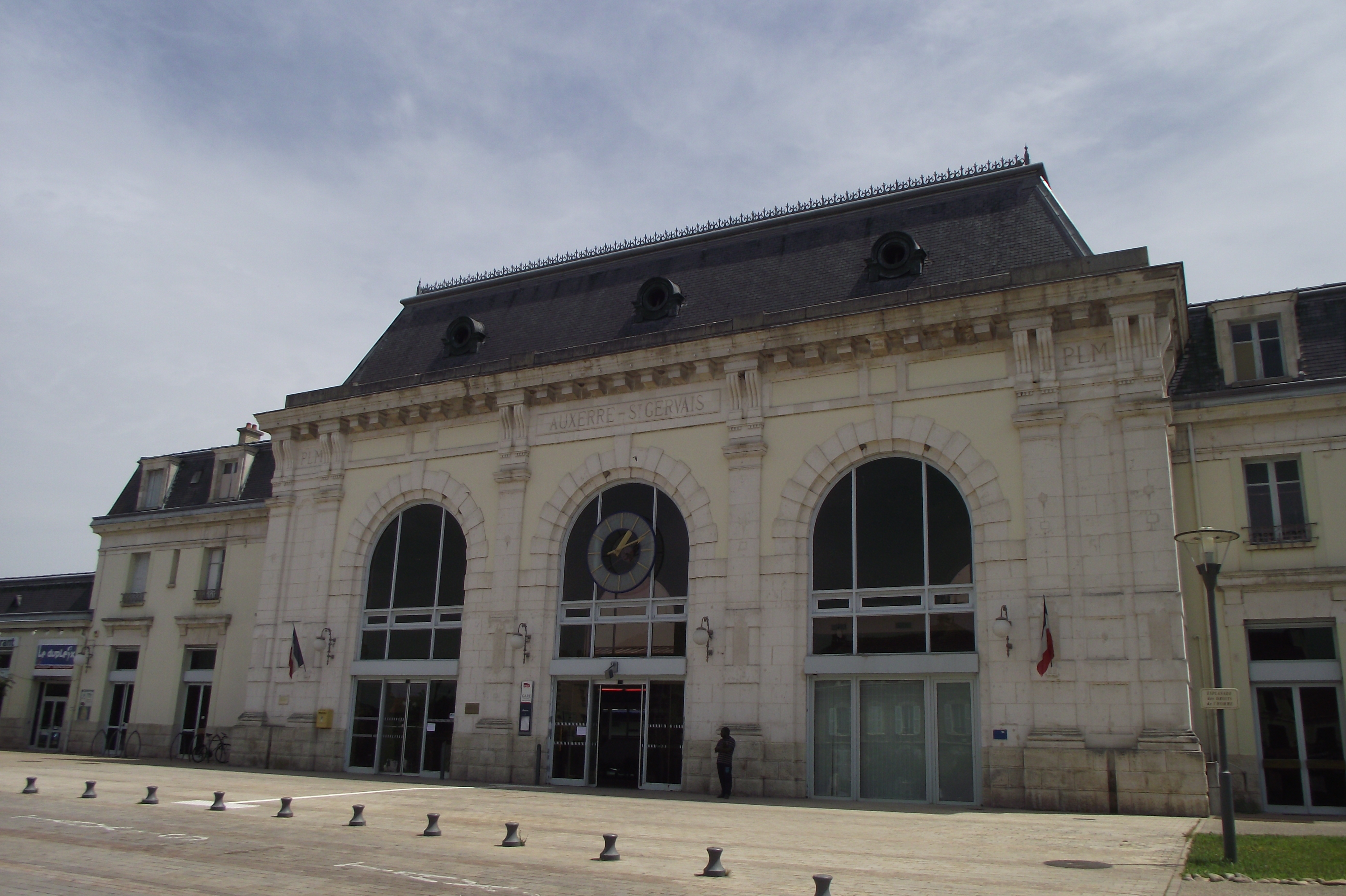
Le bâtiment voyageurs.
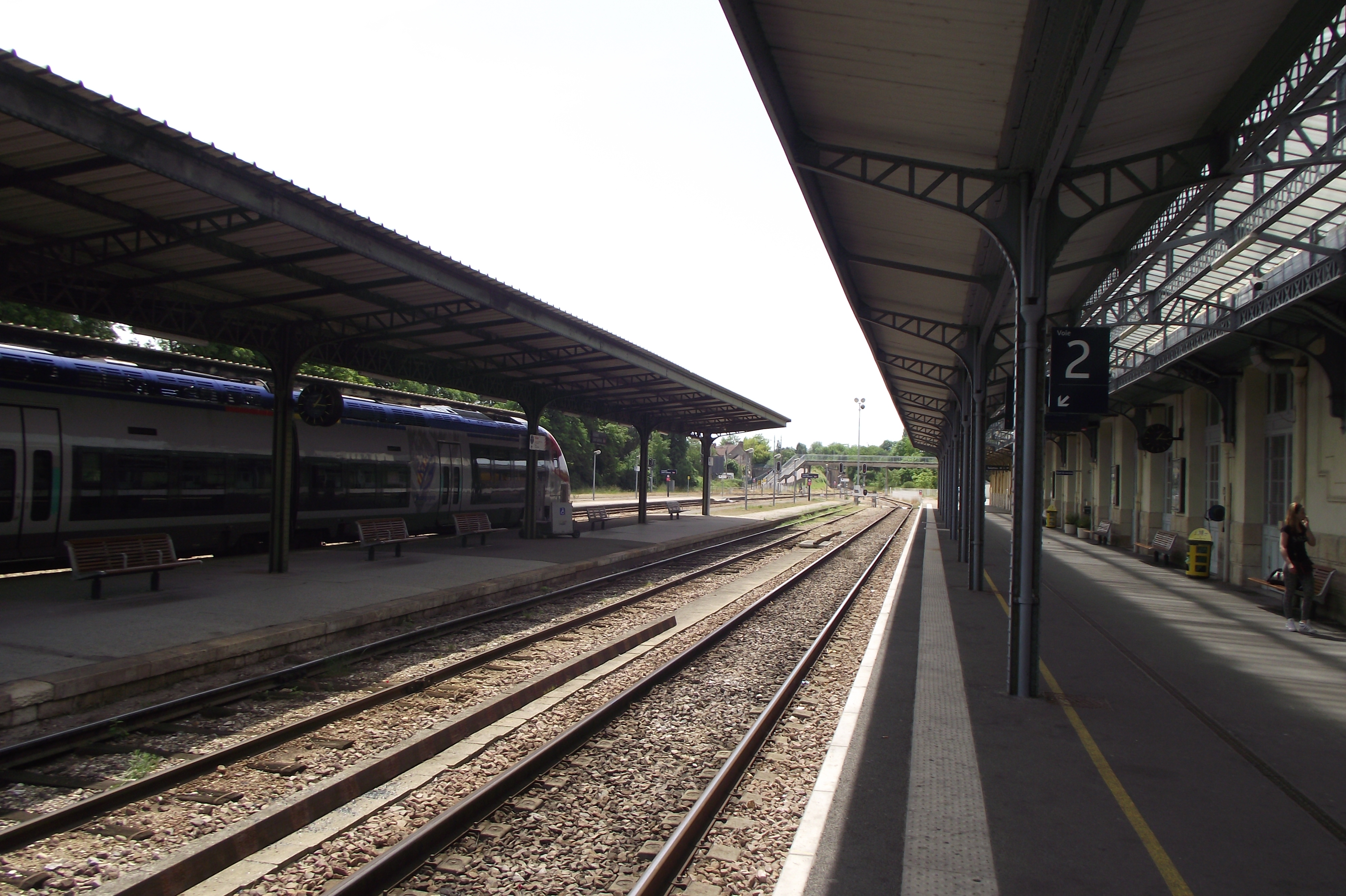
Les quais, en direction de Clamecy / Corbigny et Avallon.
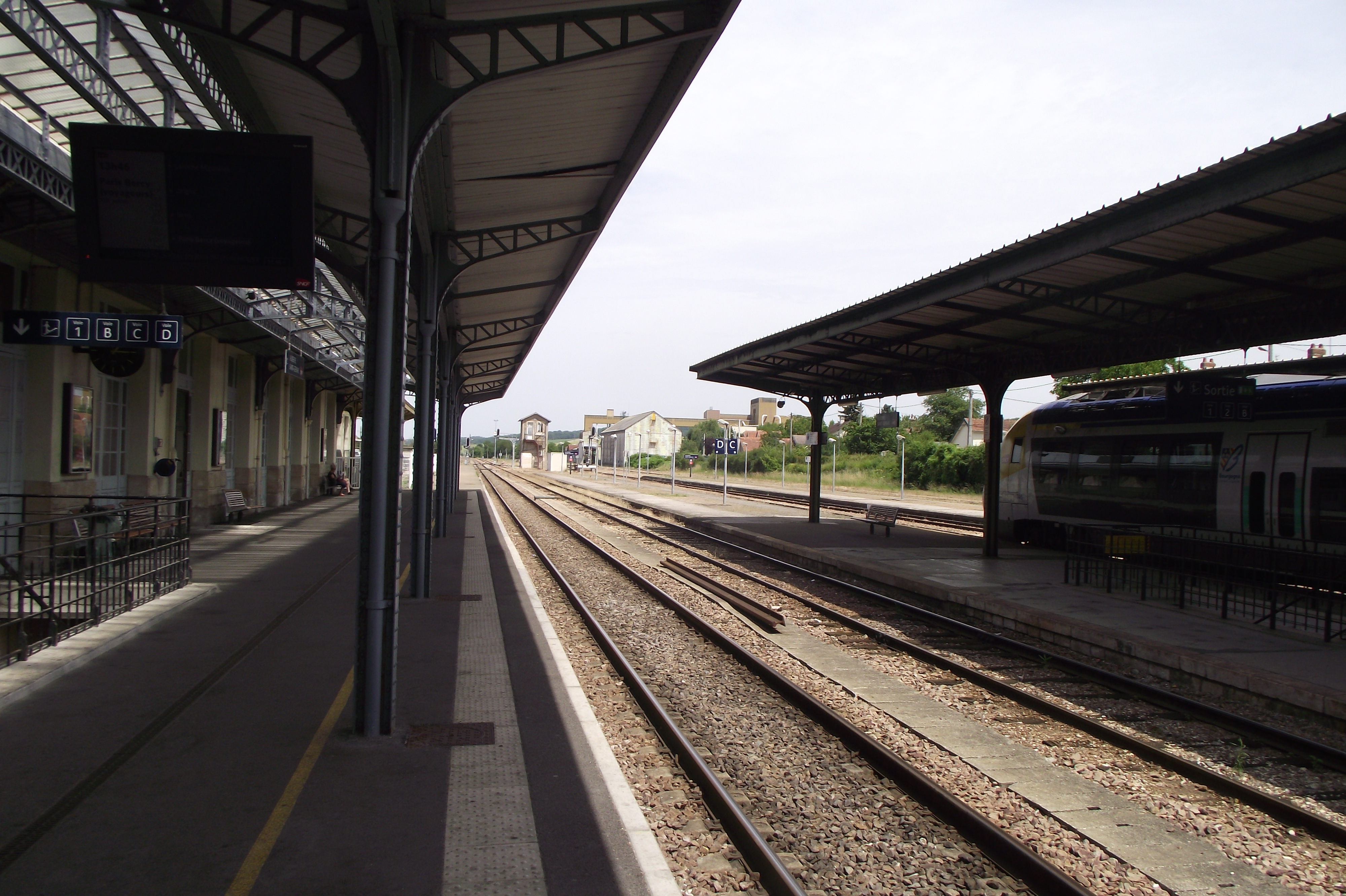
Les quais, en direction de Paris.
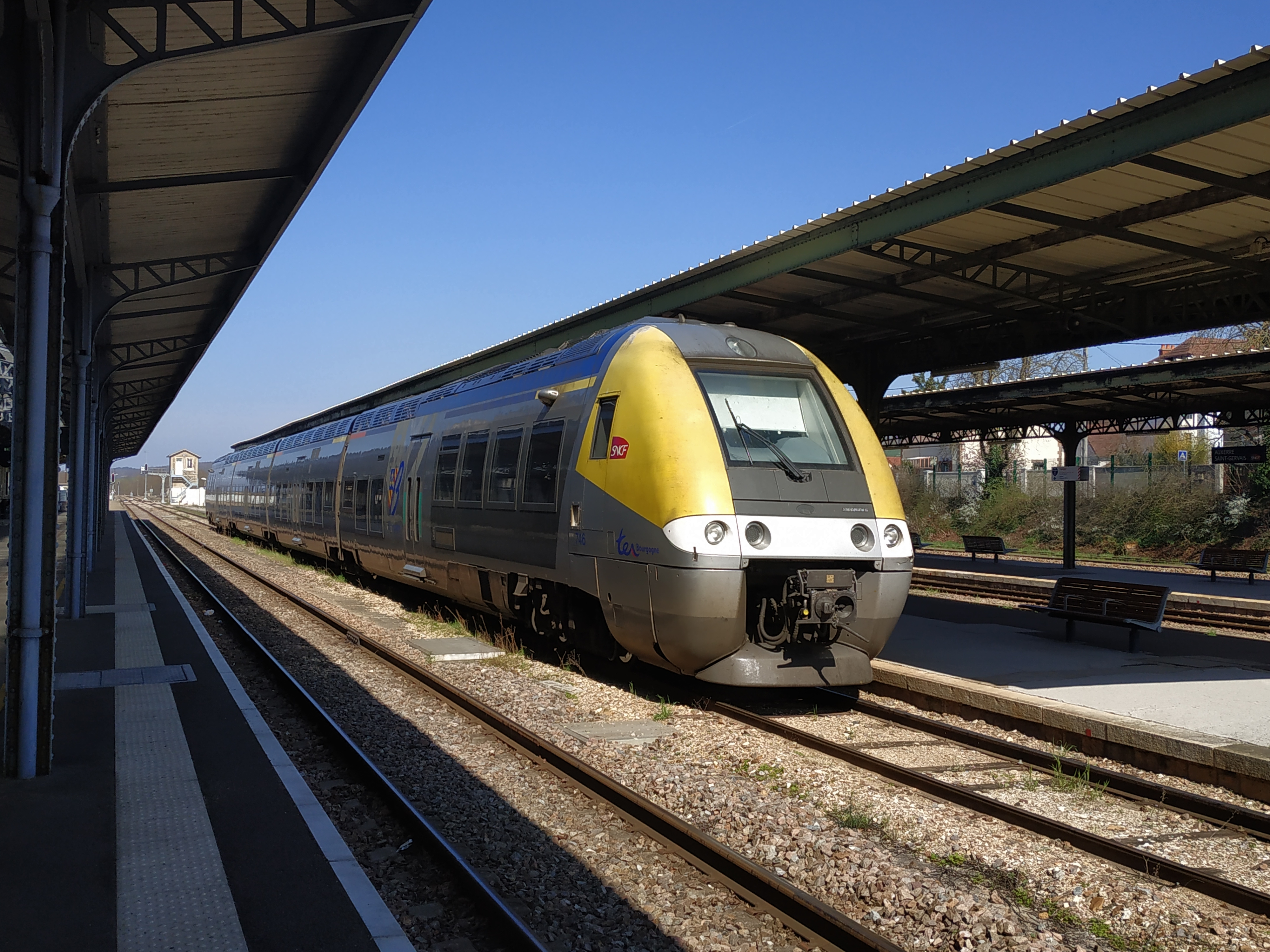
TER en gare.